# Долгоруков, Иван Дмитриевич
Иван Дмитриевич Долгоруков (1717, Олонец, Олонецкая губерния — февраль 1764, Екатеринбург, Пермская губерния) — екатеринбургский купец, второй бургомистр Екатеринбургской ратуши (с 1753 по 1760 года). С января 1751 года по июль 1753 года служил первым ратманом екатеринбургской ратуши.

## Биография
Отец будущего бургомистра екатеринбургской ратуши служил солдатом драгунского батальона, состоявшим в 1717—1734 годах личным ординарцем главного командира горных заводов Олонца, а затем и Урала Вильгельма Ивановича де Геннина.
Сам Иван Долгоруков родился в 1717 году в Олонце, а в 1723 году вслед за отцом был перевезен в только основанный Екатеринбург.
С середины 1730-х годов занимался торговыми делами (первоначально как лавочный сиделец), совершал торговые поездки в Москву, на Ирбитскую ярмарку и в Тобольский уезд. В 1744 г. стал выборным заводским купчиной при екатеринбургской казначейской конторе.
В 1746 году Долгоруков записался в Екатеринбургский посад.
С января 1751 года по июль 1753 года служил первым ратманом екатеринбургской ратуши. Вел переговоры в Сибирском приказе, Главном московском магистрате и других учреждениях о предоставлении екатеринбургской ратуше права таможенных, канцелярских и питейных сборов.
В бургомистры выбран в августе 1753 года, тогда же при его участии в юрисдикцию екатеринбургской ратуши был временно включен челябинский посад. В 1754 году Иван Дмитриевич организовал рублевый сбор среди посадских людей Екатеринбурга на подарок императрице Елизавете в благодарность за отмену внутренних таможен. С 1755 года курировал сбор подаяний на строительство в Екатеринбурге каменной церкви Сошествия Святого Духа. В 1753—1760 годах Екатеринбургская ратуша по многим позициям добилась как усиления своих прав, так и сословных привилегий местных посадских людей: были упорядочены сборы с записанных в посад раскольников, получены права вызова на суд в ратуше вексельных должников из команды горнозаводской администрации и понуждения к явке должников с частных заводов. Именно тогда была сделана попытка отменить наряды посадских в казенные службы, установлены запреты на крестьянские торги в Екатеринбурге и ближней округе. Без согласования с ратушей полиция не могла уже определять на постои к посадским людям курьеров и проезжие военные команды. Следственное задержание посадских екатеринбургской конторой судных и земских дел также становилось не без согласования с ратушей.
В результате антикоррупционного расследования в декабре 1760 года был отрешен от должности бургомистра.
Умер в феврале 1764 года в Екатеринбурге.

## Критика
Иван Дмитриевич Долгоруков был «крут» в обращении с екатеринбуржцами, чем и давал немало поводов для подачи на него жалоб, например на самовольное закование в кандалы должников и рукоприкладство.
В 1756 г. он обвинялся в незаконном подговоре приписных крестьян к записи в посад с вымоганием у них за это взяток. В сентябре 1757 г. — марте 1758 гг. находился под следствием в Тобольском губернском магистрате по подозрению в совместном с тюменским бургомистром взяточничестве. С июня 1759 г. вновь угодил под следствие по обвинению в использовании собранных с посада подушных денег на торговые операции и на строительство Сошествиевской церкви. Результат последнего расследования стал поводом для отстранения от должности бургомистра.

## Вероисповедание
В 1750 году перешёл в старообрядчество, за что и находился под следствием в Тобольске в группе екатеринбургских раскольников. Однако в дальнейшем вернулся к православию.